# Karel Lamač
Karel Lamač que também se escreve Carl Lamac, foi um diretor, ator, roteirista e produtor tchecoslovaco. Ele dirigiu 102 filmes entre os anos de 1919 á 1953. Ele também atuou em 61 filmes, entre os anos de 1919 á 1938.
Ele nasceu na cidade de Praga, República Checa, e morreu em Hamburgo na Alemanha, com sérios problemas nos rins e fígado.
Ele foi casado com a atriz Anny Ondra e com quem ela teve uma companhia de produção. Ele a dirigiu em vários filmes mudos e atuou com ela em filmes dirigidos por outros cineastas. Ele trabalhou com ela, mesmo depois ter se divórciado em 1933, onde ela casou-se posteriormente com o boxeador Max Schmeling.

## Filmografia

### Como diretor
- 1919 – Vzteklý ženich
- 1919 – Akord smrti
- 1920 – Gilly poprvé v Praze
- 1921 – Otrávené světlo
- Drvoštěp (1922)
- Der Junge Medardus (1923)
- Bílý ráj (1924)
- Chyťte ho! (1924)
- Karel Havlíček Borovský (1925)
- 1925 – Lucerna
- 1925 – Hraběnka z Podskalí
- 1926 – Dobrý voják Švejk
- 1926 – Švejk na frontě
- 1926 – Velbloud uchem jehly
- 1926 – Pantáta Bezoušek
- 1927 – Sladká Josefínka
- 1927 – Květ ze Šumavy
- 1928 – Dcery Eviny
- 1928 – Hřích
- 1929 – Hříchy lásky
- 1930 – C. a k. polní maršálek
- 1931 – Er und seine Schwester
- 1931 – On a jeho sestra
- 1931 – To neznáte Hadimršku
- 1931 - The Squeaker
- 1932 - The Sorceror
- 1932 – Lelíček ve službách Sherlocka Holmese
- 1932 – Funebrák
- 1933 – Dobrý tramp Bernášek
- 1933 – Jindra, hraběnka Ostrovínová
- 1934 – Polská krev
- 1934 – Nezlobte dědečka
- I Like All the Women (1935)
- Im weißen Rößl (1935)
- The Postman from Longjumeau (1936)
- Where the Lark Sings (1936)
- 1936 – Na tý louce zelený
- 1937 – Důvod k rozvodu
- 1937 - Florentine
- The Hound of the Baskervilles (1937)
- 1938 – Milování zakázáno
- 1938 – Ducháček to zařídí
- 1938 – Lucerna
- 1938 – Pozor, straší
- 1938 – Slávko, nedej se!
- 1939 – U pokladny stál
- De spooktrein (1939)
- On the Green Meadow (1940)
- Grounds for Divorce (1942)
- They Met in the Dark (1943)
- Schweik's New Adventures (1943)
- It Happened One Sunday (1944)
- Anger of the Gods (1947)
- Une nuit à Tabarin (1947)
- The Thief of Bagdad (1952)
- The Comedian (1953)